# 理学療法士作業療法士養成施設
理学療法士作業療法士養成施設（りがくりょうほうさぎょうりょうほうようせいしせつ）とは、日本の理学療法士と作業療法士を養成する施設。

## 概要
3年制以上の専門学校、短期大学、大学であり、学生は卒業または卒業見込みにより、理学または作業療法士それぞれの国家試験受験資格を得る。日本理学療法士協会や日本作業療法士協会は、職能地位の向上を企図して大学において4年制の教育を推奨している。

## 養成施設の急増
近年に理学療法士作業療法士養成施設の開設基準が緩和され、理学療法士養成校は2000年に132校から、2010年に246校で入学定員は13000人を超えるなど急増している。
なお、2019年時点で全国リハビリテーション学校協会に加盟している理学療法士養成施設は247校、作業療法士養成施設は185校である。

## 大学
2019年現在、大学である理学療法士養成施設は102校、作業療法士養成施設は77校存在する。

### 北海道
| 学校名                                      | 理学療法士 | 作業療法士 | 所在地             |
| ------------------------------------------- | ---------- | ---------- | ------------------ |
| 北海道大学 医学部 保健学科                  | ○          | ○          | 北海道札幌市       |
| 札幌医科大学 保健医療学部                   | ○          | ○          | 北海道札幌市       |
| 北海道科学大学 保健医療学部                 | ○          |            | 北海道札幌市       |
| 日本医療大学 保健医療学部                   | ○          | ○          | 北海道恵庭市       |
| 北海道文教大学 医療保健科学部               | ○          | ○          | 北海道恵庭市       |
| 北海道千歳リハビリテーション大学 健康科学部 | ○          | ○          | 北海道千歳市       |
| 北海道医療大学 リハビリテーション科学部     | ○          | ○          | 北海道石狩郡月形町 |

### 東北地方
| 学校名                            | 理学療法士 | 作業療法士 | 所在地         |
| --------------------------------- | ---------- | ---------- | -------------- |
| 青森県立保健大学 健康科学部       | ○          |            | 青森県青森市   |
| 弘前医療福祉大学 保健学部         |            | ○          | 青森県弘前市   |
| 東北福祉大学 健康科学部           | ○          | ○          | 宮城県仙台市   |
| 東北文化学園大学 医療福祉学部     | ○          | ○          | 宮城県仙台市   |
| 秋田大学 医学部 保健学科          | ○          | ○          | 秋田県秋田市   |
| 山形県立保健医療大学 保健医療学部 | ○          | ○          | 山形県山形市   |
| 医療創生大学 健康医療科学部       | ○          | ○          | 福島県いわき市 |
| 福島県立医科大学 保健科学部       | ○          | ○          | 福島県福島市   |

### 関東地方
| 学校名                                         | 理学療法士 | 作業療法士 | 所在地               |
| ---------------------------------------------- | ---------- | ---------- | -------------------- |
| つくば国際大学 医療保健学部                    | ○          |            | 茨城県土浦市         |
| 筑波技術大学 保健科学部                        | ○          |            | 茨城県つくば市       |
| 茨城県立医療大学 保健医療学部                  | ○          | ○          | 茨城県稲敷郡阿見町   |
| 国際医療福祉大学 保健医療学部                  | ○          | ○          | 栃木県大田原市       |
| 群馬パース大学 保健科学部                      | ○          |            | 群馬県高崎市         |
| 高崎健康福祉大学 保健医療学部                  | ○          |            | 群馬県高崎市         |
| 群馬医療福祉大学 リハビリテーション学部        | ○          | ○          | 群馬県前橋市         |
| 群馬大学 医学部 保健学科                       | ○          | ○          | 群馬県前橋市         |
| 目白大学 保健医療学部                          | ○          | ○          | 埼玉県さいたま市     |
| 人間総合科学大学 保健医療学部                  | ○          |            | 埼玉県さいたま市     |
| 日本保健医療大学 保健医療学部                  | ○          |            | 埼玉県幸手市         |
| 埼玉医科大学 保健医療学部                      | ○          |            | 埼玉県入間郡毛呂山町 |
| 日本医療科学大学 保健医療学部                  | ○          | ○          | 埼玉県入間郡毛呂山町 |
| 文京学院大学 保健医療技術学部                  | ○          | ○          | 埼玉県ふじみ野市     |
| 埼玉県立大学 保健医療福祉学部                  | ○          | ○          | 埼玉県越谷市         |
| 東都大学 幕張ヒューマンケア学部                | ○          |            | 千葉県千葉市         |
| 植草学園大学 保健医療学部                      | ○          |            | 千葉県千葉市         |
| 千葉県立保健医療大学 健康科学部                | ○          | ○          | 千葉県千葉市         |
| 了徳寺大学 健康科学部                          | ○          |            | 千葉県浦安市         |
| 城西国際大学 福祉総合学部（'25から健康科学部） | ○          |            | 千葉県東金市         |
| 国際医療福祉大学 成田保健医療学部              | ○          | ○          | 千葉県成田市         |
| 帝京平成大学 健康医療スポーツ学部              | ○          | ○          | 千葉県市原市         |
| 帝京科学大学 医療科学部 東京理学療法学科       | ○          |            | 東京都足立区         |
| 東京都立大学 健康福祉学部                      | ○          | ○          | 東京都荒川区         |
| 東京工科大学 医療保健学部                      | ○          | ○          | 東京都大田区         |
| 順天堂大学 保健医療学部                        | ○          |            | 東京都文京区         |
| 帝京平成大学 健康メディカル学部                | ○          | ○          | 東京都豊島区         |
| 杏林大学 保健学部                              | ○          | ○          | 東京都三鷹市         |
| 東京医療学院大学 保健医療学部                  | ○          | ○          | 東京都多摩市         |
| 昭和医科大学 保健医療学部                      | ○          | ○          | 神奈川県横浜市       |
| 北里大学 医療衛生学部                          | ○          | ○          | 神奈川県相模原市     |
| 国際医療福祉大学 小田原保健医療学部            | ○          | ○          | 神奈川県小田原市     |
| 神奈川県立保健福祉大学 保健福祉学部            | ○          | ○          | 神奈川県横須賀市     |

### 中部地方
| 学校名                                        | 理学療法士 | 作業療法士 | 所在地                     |
| --------------------------------------------- | ---------- | ---------- | -------------------------- |
| 新潟医療福祉大学 リハビリテーション学部       | ○          | ○          | 新潟県新潟市               |
| 新潟リハビリテーション大学 医療学部           | ○          | ○          | 新潟県村上市               |
| 金沢大学 医薬保健学域 保健学類                | ○          | ○          | 石川県金沢市               |
| 金城大学 医療健康学部                         | ○          | ○          | 石川県白山市               |
| 北陸大学 医療保健学部                         | ○          |            | 石川県金沢市               |
| 福井医療大学 保健医療学部                     | ○          | ○          | 福井県福井市               |
| 帝京科学大学 医療科学部                       | ○          | ○          | 山梨県上野原市             |
| 健康科学大学 健康科学部                       | ○          | ○          | 山梨県南都留郡富士河口湖町 |
| 長野保健医療大学 保健科学部                   | ○          | ○          | 長野県長野市               |
| 信州大学 医学部 保健学科                      | ○          | ○          | 長野県松本市               |
| 中部学院大学 看護リハビリテーション学部       | ○          |            | 岐阜県関市                 |
| 常葉大学 保健医療学部                         | ○          | ○          | 静岡県浜松市               |
| 常葉大学 健康科学部                           | ○          |            | 静岡県静岡市               |
| 聖隷クリストファー大学 リハビリテーション学部 | ○          | ○          | 静岡県浜松市               |
| 名古屋大学 医学部 保健学科                    | ○          | ○          | 愛知県名古屋市             |
| 名古屋学院大学 リハビリテーション学部         | ○          |            | 愛知県名古屋市             |
| 豊橋創造大学 保健医療学部                     | ○          |            | 愛知県豊橋市               |
| 藤田医科大学 保健衛生学部                     | ○          | ○          | 愛知県豊明市               |
| 日本福祉大学 健康科学部                       | ○          | ○          | 愛知県半田市               |
| 星城大学 リハビリテーション学部               | ○          | ○          | 愛知県東海市               |
| 中部大学 生命健康科学部                       | ○          | ○          | 愛知県春日井市             |
| 鈴鹿医療科学大学 保健衛生学部                 | ○          |            | 三重県鈴鹿市               |

### 近畿地方
| 学校名                                                | 理学療法士 | 作業療法士 | 所在地               |
| ----------------------------------------------------- | ---------- | ---------- | -------------------- |
| 佛教大学 保健医療技術学部                             | ○          | ○          | 京都府京都市         |
| 京都橘大学 健康科学部                                 | ○          | ○          | 京都府京都市         |
| 京都大学 医学部 人間健康科学科                        | ○          | ○          | 京都府京都市         |
| 大阪保健医療大学 保健医療学部                         | ○          | ○          | 大阪府大阪市         |
| 森ノ宮医療大学 保健医療学部                           | ○          | ○          | 大阪府大阪市         |
| 大阪人間科学大学 人間科学部                           | ○          |            | 大阪府摂津市         |
| 藍野大学 医療保健学部                                 | ○          | ○          | 大阪府茨木市         |
| 大阪行岡医療大学 医療学部                             | ○          |            | 大阪府茨木市         |
| 関西医科大学 リハビリテーション学部                   | ○          | ○          | 大阪府枚方市         |
| 四條畷学園大学 リハビリテーション学部                 | ○          | ○          | 大阪府大東市         |
| 大阪電気通信大学 医療福祉工学部                       | ○          |            | 大阪府四條畷市       |
| 関西福祉科学大学 保健医療学部                         | ○          | ○          | 大阪府柏原市         |
| 大阪河﨑リハビリテーション大学 リハビリテーション学部 | ○          | ○          | 大阪府貝塚市         |
| 大阪公立大学 医学部 リハビリテーション学科            | ○          | ○          | 大阪府羽曳野市       |
| 兵庫医療大学 リハビリテーション学部                   | ○          | ○          | 兵庫県神戸市         |
| 神戸学院大学 総合リハビリテーション学部               | ○          | ○          | 兵庫県神戸市         |
| 甲南女子大学 看護リハビリテーション学部               | ○          |            | 兵庫県神戸市         |
| 神戸国際大学 リハビリテーション学部                   | ○          |            | 兵庫県神戸市         |
| 宝塚医療大学 保健医療学部                             | ○          |            | 兵庫県宝塚市         |
| 姫路獨協大学 医療保健学部                             | ○          | ○          | 兵庫県姫路市         |
| 奈良学園大学 保健医療学部                             | ○          | ○          | 奈良県奈良市         |
| 畿央大学 健康科学部                                   | ○          |            | 奈良県北葛城郡広陵町 |
| 宝塚医療大学 和歌山保険医療学部                       | ○          | ○          | 和歌山県和歌山市     |

### 中国地方
| 学校名                                  | 理学療法士 | 作業療法士 | 所在地         |
| --------------------------------------- | ---------- | ---------- | -------------- |
| 岡山医療専門職大学 健康科学部           | ○          | ○          | 岡山県岡山市   |
| 川崎医療福祉大学 リハビリテーション学部 | ○          | ○          | 岡山県倉敷市   |
| 吉備国際大学 保健医療福祉学部           | ○          | ○          | 岡山県高梁市   |
| 広島国際大学 総合リハビリテーション学部 | ○          | ○          | 広島県東広島市 |
| 広島都市学園大学 健康科学部             | ○          | ○          | 広島県広島市   |
| 広島大学 医学部                         | ○          | ○          | 広島県広島市   |
| 県立広島大学 保健福祉学部               | ○          | ○          | 広島県三原市   |

### 四国地方
| 学校名                                                  | 理学療法士 | 作業療法士 | 所在地       |
| ------------------------------------------------------- | ---------- | ---------- | ------------ |
| 徳島文理大学 保健福祉学部                               | ○          |            | 徳島県徳島市 |
| 高知リハビリテーション専門職大学 リハビリテーション学部 | ○          | ○          | 高知県土佐市 |

### 九州・沖縄地方
| 学校名                                  | 理学療法士 | 作業療法士 | 所在地           |
| --------------------------------------- | ---------- | ---------- | ---------------- |
| 福岡国際医療福祉大学 医療学部           | ○          | ○          | 福岡県福岡市     |
| 九州栄養福祉大学 リハビリテーション学部 | ○          | ○          | 福岡県北九州市   |
| 国際医療福祉大学 福岡保健医療学部       | ○          | ○          | 福岡県大川市     |
| 帝京大学 福岡医療技術学部               | ○          | ○          | 福岡県大牟田市   |
| 西九州大学 リハビリテーション学部       | ○          | ○          | 佐賀県神埼市     |
| 熊本保健科学大学 保健科学部             | ○          | ○          | 熊本県熊本市     |
| 九州保健福祉大学 保健科学部             |            | ○          | 宮崎県延岡市     |
| 鹿児島大学 医学部 保健学科              | ○          | ○          | 鹿児島県鹿児島市 |

## 短期大学
2019年現在、短期大学である理学療法士養成施設は5校、作業療法士養成施設は5校存在する。
| 学校名                                        | 理学療法士 | 作業療法士 | 所在地               |
| --------------------------------------------- | ---------- | ---------- | -------------------- |
| 仙台青葉学院短期大学 リハビリテーション学科   | ○          | ○          | 宮城県仙台市         |
| 岐阜保健大学短期大学部 リハビリテーション学科 | ○          | ○          | 岐阜県岐阜市         |
| 平成医療短期大学 リハビリテーション学科       | ○          | ○          | 岐阜県岐阜市         |
| 愛知医療学院短期大学 リハビリテーション学科   | ○          | ○          | 愛知県清須市         |
| 大和大学白鳳短期大学部 総合人間学科           | ○          | ○          | 奈良県北葛城郡王寺町 |

## 専修学校・各種学校
2019年現在、専修学校、または各種学校である理学療法士養成施設は141校、作業療法士養成施設は106校存在する。

### 北海道
| 学校名                                 | 理学療法士 | 作業療法士 | 所在地       |
| -------------------------------------- | ---------- | ---------- | ------------ |
| 札幌リハビリテーション専門学校         | ○          | ○          | 北海道札幌市 |
| 専門学校北海道リハビリテーション大学校 | ○          | ○          | 北海道札幌市 |
| 札幌医療リハビリ専門学校               | ○          | ○          | 北海道札幌市 |
| 札幌医学技術福祉歯科専門学校           | ○          | ○          | 北海道札幌市 |
| 北都保健福祉専門学校                   | ○          | ○          | 北海道旭川市 |

### 東北地方
| 学校名                             | 理学療法士 | 作業療法士 | 所在地             |
| ---------------------------------- | ---------- | ---------- | ------------------ |
| 東北メディカル学院                 | ○          | ○          | 青森県二戸郡五戸町 |
| 岩手リハビリテーション学院         | ○          | ○          | 岩手県盛岡市       |
| 国際医療福祉専門学校一関校         | ○          |            | 岩手県一関市       |
| 東北保健医療専門学校               | ○          | ○          | 宮城県仙台市       |
| 仙台保健福祉専門学校               | ○          | ○          | 宮城県仙台市       |
| 仙台リハビリテーション専門学校     | ○          | ○          | 宮城県仙台市       |
| 仙台医健・スポーツ＆こども専門学校 | ○          |            | 宮城県仙台市       |
| 秋田リハビリテーション学院         | ○          |            | 秋田県秋田市       |
| 山形医療技術専門学校               | ○          | ○          | 山形県山形市       |
| 郡山健康科学専門学校               | ○          | ○          | 福島県郡山市       |

### 関東地方
| 学校名                             | 理学療法士 | 作業療法士 | 所在地           |
| ---------------------------------- | ---------- | ---------- | ---------------- |
| アール医療福祉専門学校             | ○          | ○          | 茨城県土浦市     |
| 医療専門学校水戸メディカルカレッジ | ○          |            | 茨城県水戸市     |
| マロニエ医療福祉専門学校           | ○          | ○          | 栃木県栃木市     |
| 前橋医療福祉専門学校               | ○          | ○          | 群馬県前橋市     |
| 太田医療技術専門学校               | ○          | ○          | 群馬県太田市     |
| 専門学校医学アカデミー             | ○          |            | 埼玉県川越市     |
| 上尾中央医療専門学校               | ○          | ○          | 埼玉県上尾市     |
| 埼玉医療福祉専門学校               | ○          |            | 埼玉県上尾市     |
| 葵メディカルアカデミー             | ○          |            | 埼玉県深谷市     |
| 国際医療福祉専門学校               | ○          |            | 千葉県千葉市     |
| 八千代リハビリテーション学院       | ○          | ○          | 千葉県八千代市   |
| 千葉・柏リハビリテーション学院     | ○          | ○          | 千葉県柏市       |
| 専門学校藤リハビリテーション学院   | ○          |            | 千葉県成田市     |
| 千葉医療福祉専門学校               | ○          | ○          | 千葉県君津市     |
| 専門学校東京医療学院               | ○          |            | 東京都中央区     |
| 東京リハビリテーション専門学校     | ○          |            | 東京都江戸川区   |
| 東京メディカル・スポーツ専門学校   | ○          |            | 東京都江戸川区   |
| 東京福祉専門学校                   |            | ○          | 東京都江戸川区   |
| 臨床福祉専門学校                   | ○          |            | 東京都江東区     |
| 東京衛生学園専門学校               | ○          |            | 東京都大田区     |
| 専門学校東都リハビリテーション学院 | ○          |            | 東京都目黒区     |
| 日本リハビリテーション専門学校     | ○          | ○          | 東京都豊島区     |
| 彰栄リハビリテーション専門学校     |            | ○          | 東京都板橋区     |
| 専門学校社会医学技術学院           | ○          | ○          | 東京都小金井市   |
| 東京YMCA医療福祉専門学校           |            | ○          | 東京都国立市     |
| 関東リハビリテーション専門学校     | ○          | ○          | 東京都立川市     |
| 多摩リハビリテーション学院専門学校 | ○          | ○          | 東京都青梅市     |
| 横浜YMCA学院専門学校               |            | ○          | 神奈川県横浜市   |
| 横浜リハビリテーション専門学校     | ○          | ○          | 神奈川県横浜市   |
| 茅ヶ崎リハビリテーション専門学校   | ○          | ○          | 神奈川県茅ヶ崎市 |

### 中部地方
| 学校名                                   | 理学療法士 | 作業療法士 | 所在地             |
| ---------------------------------------- | ---------- | ---------- | ------------------ |
| 晴陵リハビリテーション学院               | ○          | ○          | 新潟県長岡市       |
| 看護リハビリ新潟保健医療専門学校         | ○          |            | 新潟県新潟市       |
| 富山医療福祉専門学校                     | ○          | ○          | 富山県滑川市       |
| 富山リハビリテーション医療福祉大学校     | ○          | ○          | 富山県富山市       |
| 専門学校金沢リハビリテーションアカデミー | ○          | ○          | 石川県金沢市       |
| 国際医療福祉専門学校七尾校               | ○          | ○          | 石川県七尾市       |
| 若狭医療福祉専門学校                     | ○          |            | 福井県三方郡美浜町 |
| 信州リハビリテーション専門学校           | ○          |            | 長野県塩尻市       |
| サンビレッジ国際医療福祉専門学校         |            | ○          | 岐阜県揖斐郡池田町 |
| 専門学校白寿医療学院                     | ○          |            | 静岡県伊豆の国市   |
| 富士リハビリテーション専門学校           | ○          | ○          | 静岡県富士市       |
| 専門学校中央医療健康大学校               | ○          |            | 静岡県静岡市       |
| 静岡医療科学専門大学校                   | ○          | ○          | 静岡県浜松市       |
| 東海医療科学専門学校                     | ○          | ○          | 愛知県名古屋市     |
| 国際医学技術専門学校                     |            | ○          | 愛知県名古屋市     |
| 理学・作業名古屋専門学校                 | ○          | ○          | 愛知県名古屋市     |
| 中部リハビリテーション専門学校           | ○          |            | 愛知県名古屋市     |
| あいち福祉医療専門学校                   | ○          | ○          | 愛知県名古屋市     |
| 名古屋医健スポーツ専門学校               | ○          | ○          | 愛知県名古屋市     |
| 名古屋平成看護医療専門学校               | ○          |            | 愛知県名古屋市     |
| 東名古屋病院附属リハビリテーション学院   | ○          | ○          | 愛知県名古屋市     |
| 専門学校星城大学リハビリテーション学院   | ○          |            | 愛知県名古屋市     |
| 専門学校ユマニテク医療福祉大学校         | ○          | ○          | 三重県四日市市     |
| 伊勢志摩リハビリテーション専門学校       | ○          |            | 三重県伊勢市       |

### 近畿地方
| 学校名                             | 理学療法士 | 作業療法士 | 所在地           |
| ---------------------------------- | ---------- | ---------- | ---------------- |
| 滋賀医療技術専門学校               | ○          | ○          | 滋賀県東近江市   |
| 京都医健専門学校                   | ○          | ○          | 京都府京都市     |
| 大阪リハビリテーション専門学校     | ○          | ○          | 大阪府大阪市     |
| 関西医科専門学校                   | ○          |            | 大阪府大阪市     |
| 大阪医療福祉専門学校               | ○          | ○          | 大阪府大阪市     |
| 履正社医療スポーツ専門学校         | ○          |            | 大阪府大阪市     |
| 関西医療学園専門学校               | ○          |            | 大阪府大阪市     |
| 箕面学園福祉保育専門学校           |            | ○          | 大阪府池田市     |
| 近畿リハビリテーション学院         | ○          |            | 大阪府摂津市     |
| 阪奈中央リハビリテーション専門学校 | ○          | ○          | 大阪府四條畷市   |
| 清恵会第二医療専門学院             | ○          |            | 大阪府堺市       |
| 神戸リハビリテーション福祉専門学校 | ○          |            | 兵庫県神戸市     |
| 神戸総合医療専門学校               | ○          | ○          | 兵庫県神戸市     |
| 関西総合リハビリテーション専門学校 | ○          | ○          | 兵庫県淡路市     |
| 平成リハビリテーション専門学校     | ○          | ○          | 兵庫県西宮市     |
| 神戸医療福祉専門学校三田校         | ○          | ○          | 兵庫県三田市     |
| 姫路医療専門学校                   |            | ○          | 兵庫県姫路市     |
| ハーベスト医療福祉専門学校         | ○          |            | 兵庫県姫路市     |
| はくほう会医療専門学校赤穂校       | ○          | ○          | 兵庫県赤穂市     |
| 奈良リハビリテーション専門学校     | ○          |            | 奈良県生駒市     |
| 関西学研医療福祉学院               | ○          | ○          | 奈良県奈良市     |
| 和歌山国際厚生学院                 | ○          |            | 和歌山県和歌山市 |

### 中国地方
| 学校名                              | 理学療法士 | 作業療法士 | 所在地               |
| ----------------------------------- | ---------- | ---------- | -------------------- |
| 鳥取市医療看護専門学校              | ○          | ○          | 鳥取県鳥取市         |
| YMCA米子医療福祉専門学校            | ○          | ○          | 鳥取県米子市         |
| 松江総合医療専門学校                | ○          | ○          | 島根県松江市         |
| 出雲医療看護専門学校                | ○          |            | 島根県出雲市         |
| 島根リハビリテーション学院          | ○          | ○          | 島根県仁多郡奥出雲町 |
| リハビリテーションカレッジ島根      | ○          | ○          | 島根県浜田市         |
| 朝日医療大学校                      | ○          |            | 岡山県岡山市         |
| 岡山医療技術専門学校                | ○          | ○          | 岡山県岡山市         |
| 専門学校川崎リハビリテーション学院  | ○          | ○          | 岡山県倉敷市         |
| 玉野総合医療専門学校                | ○          | ○          | 岡山県玉野市         |
| 倉敷リハビリテーション学院          | ○          |            | 岡山県倉敷市         |
| 福山医療専門学校                    | ○          | ○          | 広島県福山市         |
| 広島医療保健専門学校                | ○          |            | 広島県広島市         |
| 広島国際医療福祉専門学校            | ○          | ○          | 広島県広島市         |
| 山口コ・メディカル学院              | ○          | ○          | 山口県山口市         |
| 専門学校YICリハビリテーション大学校 | ○          | ○          | 山口県宇部市         |
| 下関看護リハビリテーション学校      | ○          |            | 山口県下関市         |

### 四国地方
| 学校名                                 | 理学療法士 | 作業療法士 | 所在地               |
| -------------------------------------- | ---------- | ---------- | -------------------- |
| 専門学校穴吹リハビリテーションカレッジ | ○          | ○          | 香川県高松市         |
| 四国医療専門学校                       | ○          | ○          | 香川県綾歌郡宇多津町 |
| 徳島医療福祉専門学校                   | ○          | ○          | 徳島県勝浦郡勝浦町   |
| 専門学校健祥会学園                     | ○          | ○          | 徳島県徳島市         |
| 河原医療大学校                         | ○          | ○          | 愛媛県松山市         |
| 愛媛十全医療学院                       | ○          | ○          | 愛媛県東温市         |
| 南愛媛医療アカデミー                   |            | ○          | 愛媛県宇和島市       |
| 四国中央医療福祉総合学院               | ○          | ○          | 愛媛県四国中央市     |
| 高知医療学院                           | ○          |            | 高知県高知市         |
| 土佐リハビリテーションカレッジ         | ○          | ○          | 高知県高知市         |

### 九州・沖縄地方
| 学校名                               | 理学療法士 | 作業療法士 | 所在地                 |
| ------------------------------------ | ---------- | ---------- | ---------------------- |
| 小倉リハビリテーション学院           | ○          | ○          | 福岡県北九州市         |
| 九州医療スポーツ専門学校             | ○          | ○          | 福岡県北九州市         |
| 北九州リハビリテーション学院         | ○          | ○          | 福岡県苅田町           |
| 福岡天神医療リハビリ専門学校         | ○          | ○          | 福岡県福岡市           |
| 福岡和白リハビリテーション学院       | ○          | ○          | 福岡県福岡市           |
| 専門学校麻生リハビリテーション大学校 | ○          | ○          | 福岡県福岡市           |
| 福岡リハビリテーション専門学校       | ○          | ○          | 福岡県福岡市           |
| 福岡医健・スポーツ専門学校           | ○          | ○          | 福岡県福岡市           |
| 福岡国際医療福祉学院                 | ○          | ○          | 福岡県福岡市           |
| 福岡医療専門学校                     | ○          |            | 福岡県福岡市           |
| 専門学校柳川リハビリテーション学院   | ○          | ○          | 福岡県柳川市           |
| 専門学校久留米リハビリテーション学院 | ○          | ○          | 福岡県八女郡広川町     |
| 医療福祉専門学校緑生館               | ○          | ○          | 佐賀県鳥栖市           |
| 武雄看護リハビリテーション学校       | ○          |            | 佐賀県武雄市           |
| こころ医療福祉専門学校               | ○          |            | 長崎県長崎市           |
| 長崎医療技術専門学校                 | ○          | ○          | 長崎県長崎市           |
| 長崎リハビリテーション学院           | ○          | ○          | 長崎県大村市           |
| 大分リハビリテーション専門学校       | ○          | ○          | 大分県大分市           |
| 藤華医療技術専門学校                 | ○          | ○          | 大分県豊後大野市       |
| 熊本駅前看護リハビリテーション学院   | ○          | ○          | 熊本県熊本市           |
| 九州中央リハビリテーション学院       | ○          | ○          | 熊本県熊本市           |
| 熊本総合医療リハビリテーション学院   | ○          | ○          | 熊本県熊本市           |
| メディカル･カレッジ青照館            | ○          | ○          | 熊本県宇城市           |
| 宮崎リハビリテーション学院           | ○          | ○          | 宮崎県宮崎市           |
| 宮崎保健福祉専門学校                 |            | ○          | 宮崎県宮崎市           |
| 宮崎医療福祉専門学校                 | ○          |            | 宮崎県西都市           |
| 都城リハビリテーション学院           | ○          |            | 宮崎県都城市           |
| 鹿児島医療福祉専門学校               | ○          |            | 鹿児島県鹿児島市       |
| 鹿児島医療技術専門学校               | ○          | ○          | 鹿児島県鹿児島市       |
| 神村学園専修学校                     | ○          | ○          | 鹿児島県いちき串木野市 |
| 鹿児島第一医療リハビリ専門学校       | ○          | ○          | 鹿児島県霧島市         |
| 沖縄リハビリテーション福祉学院       | ○          | ○          | 沖縄県与那原町         |
| 専門学校琉球リハビリテーション学院   | ○          | ○          | 沖縄県金武町           |

## 特別支援学校
2020年現在、特別支援学校である理学療法士養成施設は2校存在する。
| 学校名                       | 理学療法士 | 作業療法士 | 所在地       |
| ---------------------------- | ---------- | ---------- | ------------ |
| 筑波大学附属視覚特別支援学校 | ○          |            | 東京都文京区 |
| 大阪府立大阪南視覚支援学校   | ○          |            | 大阪府大阪市 |